# باول ويليس (أستاذ جامعي)
باول ويليس (بالإنجليزية: Paul Willis) هو تربوي بريطاني، ولد في 1950 في ولفرهامبتن في المملكة المتحدة.